# Pompée (navire)
Pour les articles homonymes, voir Pompée (homonymie).
Le Pompée est un vaisseau de 74 canons de la classe Téméraire lancé en 1793. Pris par la Royal Navy lors du siège de Toulon, il effectue l'intégralité de son service actif au sein de la marine britannique sous le nom de HMS Pompee.